# Седневская ГЭС
Седневская ГЭС (укр. Седнівська ГЕС) — плотинно-русловая гидроэлектростанция на реке Снов (бассейн Днепра) в Черниговской области у пгт Седнев.

## История
Начало строительства 1949 год. Пущена в 1955 году. Тогда она обеспечивала электроэнергией 6 сёл и 11 колхозов. В 1981 год — остановлена. В октябре 1999 года — вновь пущена. 

## Характеристика
Установленная мощность 235 кВт. Среднегодовая  выработка электроэнергии 800 тыс.кВт/ч. В 2015 году выработала 914 тыс квт, в 2016 - 508 тыс квт. Установленное оборудование 1950 года выпуска: 3 гидротурбины «Френсис» мощностью 85,7 кВт, 3 генератора «Сименс-Шуккерт» мощностью 125 кВт. Максимальный напор 2,25 м. Длина плотины — 40 м, высота — 3 м. Находится на балансе ОАО ЭК Черниговоблэнерго . Единственная ГЭС этой организации. Количество сотрудников — 5.